# Paulding (Misisipi)
Paulding es un área no incorporada ubicada en el condado de Jasper en el estado estadounidense de Misisipi. En el año 2010 tenía una población de 692 habitantes. Paulding es también una de las dos sede de condado del condado de Jasper junto con Bay Springs.

## Geografía
Paulding se encuentra ubicado en las coordenadas 32°1′51″N 89°2′15″O / 32.03083, -89.03750.